# Клименко Володимир Федорович
Володимир Федорович Клименко (народився 25 грудня 1926 року в с. Мехедівка Драбівського району — помер 23 квітня 1997) — український педагог, Заслужений учитель України, кавалер орденів і медалей.

## Життєпис
Народився в багатодітній родині.
Закінчив Золотоніське педучилище (навчався в 1944—1947). В училищі брав участь у художній самодіяльності.
Працював старшим піонервожатим, учителем молодших класів.
Був обраний секретарем райкому комсомолу.
Заочно закінчив історичний факультет Київського педінституту.
В 1952—1959 — директор Ковтунівської неповної середньої школи, яка 1952 року була реорганізована у середню школу. Організовував і брав участь у художній самодіяльності. Школа була успішно представлена на першому та другому фестивалях молоді Черкащини, а у 1956 році прийшов успіх на сільськогосподарській виставці у Києві.
З травня 1959 по 1992 — завідувач Золотоніського районного відділу народної освіти. Досвід роботи Золотоніського районного відділу освіти вивчався, розглядався, був схвалений колегіями Міністерства освіти республіканського та союзного рівнів, представлявся на виставках різних рангів. До Золотоноші за досвідом приїздили з Москви, Києва, Чувашії, Білорусі, Молдови, сусідніх областей, районів.

## Відзнаки
- «Заслужений учитель України»,
- «Відмінник народної освіти України та СРСР».
- Орден «Знак Пошани»,
- орден Жовтневої революції,
- численні медалі та грамоти.